# Ľubomír Galko
Ľubomír Galko, né le 14 février 1968 à Klieština, est un homme politique slovaque, membre de Liberté et solidarité (SaS), dont il est vice-président depuis sa fondation, en 2009.

## Biographie
Diplômé de la faculté de mathématiques et physique de l'université Comenius de Bratislava en 1991, il travaille ensuite deux ans comme programmeur, puis il se lance dans les logiciels d'application jusqu'en 2001, lorsqu'il devient directeur d'un hypermarché à Bratislava. En 2003, il retourne travailler dans le monde de l'informatique.
Après avoir été désigné vice-président du parti libéral SaS au moment de sa fondation, en 2009, il est élu député au Conseil national lors des élections législatives de 2010, puis nommé ministre de la Défense dans la coalition de centre droit d'Iveta Radičová le 8 juillet suivant.
Il démissionne le 23 novembre 2011, après des révélations de l'espionnage d'un journaliste par les services secrets. Il est remplacé, par intérim, par Iveta Radičová.
En 2019, il quitte SaS pour les Démocrates. En 2020, son parti remporte seulement 0,14 % des voix aux élections parlementaires slovaques .
En 2023, il quitte les Démocrates et rejoint OĽaNO en 2023, où il a retrouvé son siège parlementaire lors des élections parlementaires slovaques de 2023. Il quitte OĽaNO pour rejoindre les Démocrates en 2024, devenant ainsi son seul député. 